# Les Chèvres de ma mère
Pour plus de détails, voir Fiche technique et Distribution.
Les Chèvres de ma mère est un documentaire français réalisé par Sophie Audier, sorti en 2014.

## Synopsis
Le film se passe près des gorges du Verdon et raconte l'histoire de Maguy (la mère de la réalisatrice) qui arrivant à la retraite doit vendre son troupeau de chèvres à une jeune agricultrice.

## Fiche technique
- Titre français : Les Chèvres de ma mère
- Réalisation : Sophie Audier
- Production :  Mille et Une Productions
- Pays d'origine :  France
- Format : couleur - 1,85:1
- Genre : documentaire
- Durée : 97 minutes
- Date de sortie : 16 avril 2014

## Distinctions

### Nomination
- César du cinéma 2015 : Meilleur film documentaire

### Récompense
- 2014 : Grand prix du film documentaire au 4e Festival 2 Valenciennes